# 샌 퀜틴 주립 교도소

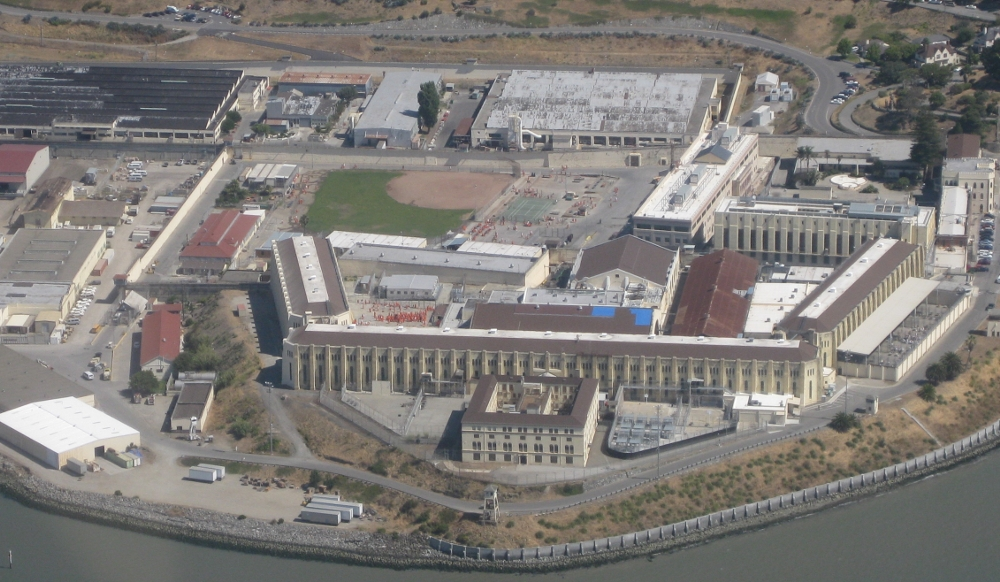

샌 퀜틴 주립 교도소(San Quentin State Prison)는 미국 캘리포니아주 머린 군에 위치한 교도소이다. 1852년 7월에 설립되어, 주에서 가장 오래된 교도소이다. 샌프란시스코 북부에 위치하며 면적은 약 1.78 평방km이다.